# Кримтанн мак Аэдо
Кримтанн мак Аэдо (Кримтанн из Куалу; др.‑ирл. Crimthann mac Áedo, англ. Crimthann of Cualu; погиб в 633) — король Лейнстера (624—633) из рода Уи Майл.

## Биография
Кримтанн был одним из сыновей Аэда Дибхине, которого ряд историков считают правителем Лейнстера в конце VI века. Кримтанн получил лейнстерский престол в 624 году после смерти короля Ронана мак Колмайна. В «Лейнстерской книге» сообщается о двадцати восьми годах его правления.
Первое упоминание в ирландских анналах о лейнстерских событиях, произошедших в правление Кримтанна мак Аэдо, датируется 626 годом, когда крепость, принадлежавшая королю Уи Хеннселайг (Южного Лейнстера) Крундмаэлу Болг Луату, осаждалась войском Уи Нейллов во главе с королём Кенел Конайлл Домналлом мак Аэдо. В анналах упоминается, что крепость была обращена в пепел. В средневековых исторических источниках отсутствуют точные сведения о том, владел ли правитель Уи Хеннселайг и титулом короля всего Лейнстера. Однако Крундмаэл рассматривается некоторыми современными историками как соперник Кримтанна в борьбе за престол. В 628 году Крундмаэл погиб, сражаясь с Фаэланом мак Колмайном из рода Уи Дунлайнге в битве при Дума Айрхир.
В том же 628 году, по свидетельству анналов, ставший верховным королём Ирландии Домналл мак Аэдо разорил Лейнстер. Вероятно, результатом похода было получение Аэдом дани скотом, которую лейнстерцы традиционно платили верховным королям Ирландии. Предполагается, что этим актом Кримтанн мак Аэдо признал своё подчинение власти Аэда, в обмен получив от того поддержку и покровительство.
По свидетельству преданий, брат Кримтанна мак Аэдо, Ронан Крах, отказавшись от светской жизни принял духовный сан, а затем стал епископом. Позднее из-за разногласий между братьями Ронан был убит по приказу Кримтанна. Предполагается, что Ронан Крах мог быть тем одноимённым лейнстерским королём, о котором рассказывается в ирландской саге «Убийство Ронаном родственника» (лат. Fingal Rónáin).
Кримтанн мак Аэдо погиб в 633 году в сражении при Ат Гоане (к западу от Лиффи). Его противниками были король Уи Дунлайнге (Северного Лейнстера) Фаэлан мак Колмайн, король Мунстера Файльбе Фланн и король Миде Коналл Гутбинн. Вероятно, целью участников коалиции было свержение короля Кримтанна, покровительство которому оказывал их враг, верховный король Ирландии Домналл мак Аэдо. Согласно преданиям, Кримтанн был похоронен на месте своей гибели, а над его могилой был установлен украшенный резьбой каменный высокий крест.
Преемником Кримтанна мак Аэдо на престоле Лейнстера стал Фаэлан мак Колмайн.
Сыновьями Кримтанна мак Аэды были Фиахра, Айлиль и Энгус.